# 1777 у літературі

## Книги
- «Стан тюрем Англії та Уельсу» — праця Джона Говарда.

### П'єси
- «Школа лихослів'я» (англ. «The School for Scandal») — комедія Річарда Шерідана.

## Народились
- 12 лютого — Фрідріх де ла Мотт Фуке, німецький письменник епохи романтизму, відомий як автор казкової повісті «Ундіна».

## Померли
- 12 жовтня — Олександр Сумароков, російський поет і драматург.